# Newton County (Texas)
Das Newton County ist ein County im US-Bundesstaat Texas. Das U.S. Census Bureau hat bei der Volkszählung 2020 eine Einwohnerzahl von 12.217 ermittelt. Der Sitz der County-Verwaltung (County Seat) befindet sich in Newton.

## Geographie
Das County liegt im äußersten Osten von Texas am Westufer des Sabine River, der die Grenze zu Louisiana bildet. Es hat eine Fläche von 2.433 Quadratkilometern, wovon 18 Quadratkilometer Wasserfläche des Toledo Bend Reservoirs sind. An das Newton County grenzen folgende Nachbarcountys und -parishes:
|               | Sabine County | Vernon Parish (Louisiana)     |
| Jasper County |               | Beauregard Parish (Louisiana) |
|               | Orange County | Calcasieu Parish (Louisiana)  |

## Geschichte
Das Newton County wurde am 22. April 1846 aus ehemaligen Teilen des Jasper County gebildet. Die Verwaltungsorganisation wurde am 13. Juli gleichen Jahres abgeschlossen. Benannt wurde es nach John Newton (1755–1780), einem Unteroffizier im Amerikanischen Unabhängigkeitskrieg, der als Sergeant unter General Francis Marion diente. Er kämpfte in der Belagerung von Savannah im Jahr 1779. Seine Erlebnisse bei diesem Ereignis wurden später von dem Autor Mason Locke Weems zu einer populären Heldengeschichte verklärt. Newton verstarb 1780 in Kriegsgefangenschaft an den Pocken.

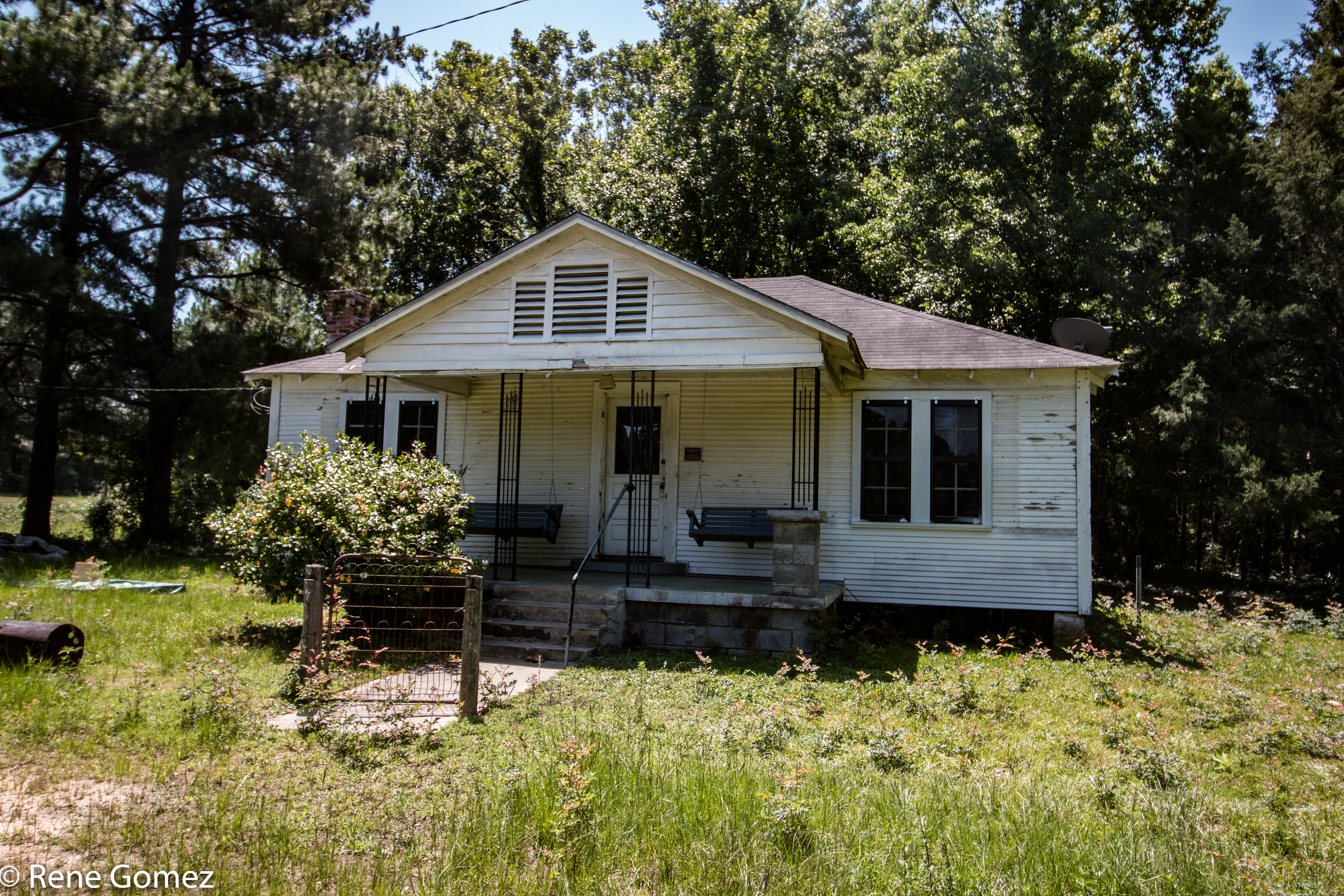
Addie L. and A.T. Odom Homestead (2017)

Sechs Bauwerke im County sind im National Register of Historic Places („Nationales Verzeichnis historischer Orte“; NRHP) eingetragen (Stand 28. November 2021), darunter das Autrey-Williams House, das Newton County Courthouse und die Addie L. and A.T. Odom Homestead.

## Demografische Daten
Nach der Volkszählung im Jahr 2010 lebten im Newton County 14.445 Menschen in 5.473 Haushalten. Die Bevölkerungsdichte betrug 6 Einwohner pro Quadratkilometer.
Ethnisch betrachtet setzte sich die Bevölkerung zusammen aus 76,9 Prozent Weißen, 20,1 Prozent Afroamerikanern, 0,6 Prozent amerikanischen Ureinwohnern, 0,4 Prozent Asiaten sowie aus anderen ethnischen Gruppen; 1,6 Prozent stammten von zwei oder mehr Ethnien ab. Unabhängig von der ethnischen Zugehörigkeit waren 2,8 Prozent der Bevölkerung spanischer oder lateinamerikanischer Abstammung. In den 5.473 Haushalten lebten statistisch je 2,41 Personen.
23,2 Prozent der Bevölkerung waren unter 18 Jahre alt, 60,6 Prozent waren zwischen 18 und 64 und 16,2 Prozent waren 65 Jahre oder älter. 48,5 Prozent der Bevölkerung war weiblich.

Das jährliche Durchschnittseinkommen eines Haushalts lag bei 37.319 USD. Das Prokopfeinkommen betrug 17.800 USD. 20,4 Prozent der Einwohner lebten unterhalb der Armutsgrenze.

## Städte und Gemeinden
City
- Newton

Census-designated places (CDP)
- Deweyville
- South Toledo Bend

sonstige Unincorporated Communitys
- Bon Wier
- Burkeville
- Call
- Trotti
- Wiergate

weitere Orte
- Adsul
- Belgrade
- Bleakwood
- Buckhorn
- Farrsville
- Fawil
- Hartburg
- Indian Hills
- Jamestown
- Liberty
- Mattox
- Mayflower
- Pine Grove
- Ruliff
- Salem
- Shanklerville
- Toledo
- Trout Creek